# Soul Survivors
Soul Survivors es una película de 2001 escrita y dirigida por Stephen Carpenter. Fue protagonizada por Melissa Sagemiller quien interpreta a una universitaria llamada Cassie, cuyo novio, Sean (Casey Affleck) muere en un accidente automovilístico cuando ella estaba al volante después de una noche de fiesta. A pesar de que sus amigos, Annabel (Eliza Dushku) y Matt (Wes Bentley), intentan ayudarla, el accidente afecta a Cassie y comienza a tener alucinaciones y extrañas visiones.

## Trama
Cassie y Sean, así como el exnovio Matt y la buena amiga Annabel, van a un club ubicado en una antigua iglesia. Allí, Cassie ve a un hombre con una máscara de plástico transparente (Carl Paoli) y un hombre imponente con la cara llena de cicatrices (Ken Moreno). Deathmask intenta agarrarla en la pista de baile, pero ella lo empuja y deja el club con Sean.
En el estacionamiento, Matt escucha a escondidas su conversación. Sean confiesa su amor por Cassie, quien afirma que ella siente lo mismo. Cuando Sean regresa al club, Matt convence a Cassie para que le dé un último beso de "adiós". Sean ve esto y reacciona mal, dándole a Cassie el trato silencioso mientras se alejan. Cassie, que está detrás del volante, continuamente aparta la mirada de la carretera hasta que el coche se estrella. El próximo recuerdo de Cassie es ser llevado de urgencia al hospital; Matt y Annabel están ilesos, pero Sean murió en el impacto.
Durante el período escolar que sigue, Cassie tiene varias visiones de Sean. También tiene visiones de Deathmask y Hideous Dancer en compañía de Matt y Annabel. En varias ocasiones, cree que los dos hombres la persiguen, aunque Annabel y Matt le aseguran que todos los incidentes están en su mente. Después de una persecución, Cassie se desmaya y es rescatada por el padre Jude, un joven sacerdote que simpatiza con sus miedos y se ofrece a escuchar si alguna vez necesita a alguien con quien hablar.
Unas noches más tarde, después de ser perseguida nuevamente, Cassie llama a la puerta de la iglesia y el padre Jude le da refugio. Él le da un amuleto que representa a San Judas y le permite dormir en su pequeña habitación en la iglesia. Al despertar esa mañana, Cassie ve que el calendario de la habitación dice 1981. Entra en la oficina del sacerdote asistente (Rick Snyder) y pide hablar con el padre Jude, pero le dicen que el padre Jude murió en 1981.
Después de una competición de natación en la que ha sido obligada a participar, Cassie es perseguida por Deathmask. Defendiéndose con el tubo de una lámpara fluorescente, termina apuñalándolo en el estómago pero cuando Cassie regresa con Matt, descubren que no hay ningún cuerpo en la piscina. Aunque cree que Matt y Annabel están conspirando contra ella con Deathmask y Hideous Dancer, Cassie solicita que Matt la lleve a casa con su madre. En cambio, lleva a Cassie al club, diciendo que desea recoger a Annabel. Cassie lo sigue pero se pierde y finalmente encuentra a Annabel con un nuevo amante llamado Raven (Angela Featherstone). Cuando Raven le dice a Cassie que "se vaya o muera", Cassie sale del club y regresa al estacionamiento. Allí Matt insiste borracho en otro beso de "adiós para siempre", pero Cassie le rompe una botella en la cabeza dejándolo inconsciente antes de empujarlo fuera del auto y alejarse.
En una escena parecida al accidente original, Cassie destroza el coche. Ella vuelve a entrar en el hospital. En una camilla junto a ella está Raven, quien pronuncia unas palabras de consuelo antes de morir. El padre Jude llega y le pregunta si estaría dispuesta a morir para salvar la vida de Sean. Ella acepta y él le pregunta si estaría dispuesta a vivir por él. Cassie dice que no quiere morir.
Sigue un episodio en el que Deathmask y Hideous Dancer la estrangulan con su medallón protector, del cual Cassie se despierta y descubre que todo lo que ha experimentado ha sido una especie de coma-sueño: en el accidente original, Cassie y Sean habían sobrevivido, mientras que Matt y Annabel fueron asesinados. Los ocupantes del otro automóvil, Raven, Deathmask y Hideous Dancer, también resultaron heridos de muerte. Cassie ha pasado el transcurso de la película en un estado astral, en el que los que murieron en el accidente intentan mantenerla con ellos. El padre Jude y las visiones de Cassie de Sean fueron lo que la devolvió a la vida.

## Reparto
| Actor               | Personaje      |
| ------------------- | -------------- |
| Melissa Sagemiller  | Cassie         |
| Casey Affleck       | Sean           |
| Eliza Dushku        | Annabel        |
| Wes Bentley         | Matt           |
| Angela Featherstone | Raven          |
| Luke Wilson         | Father Jude    |
| Allen Hamilton      | Dr. Haverston  |
| Ken Moreno          | Hideous Dancer |
| Carl Paoli          | Deathmask      |

## Rodaje
El rodaje tuvo lugar en Chicago y los suburbios circundantes. Algunas escenas también se filmaron en Gary, Indiana. El rodaje comenzó en mayo de 1999 y concluyó en septiembre de 1999.

## Recepción
En Rotten Tomatoes, la película tiene un índice de aprobación del 4% según las reseñas de 48 críticos. [2] En Metacritic, la película tiene una puntuación de 20 sobre 100 según las reseñas de 11 críticos, lo que indica "reseñas generalmente desfavorables". [3]
El New York Times criticó la película diciendo "Sí, hay una explicación para todo, pero se tarda mucho y no vale la pena esperar". [4] Empire le dio a la película dos estrellas y dijo "Ya hemos estado aquí antes y estaremos aquí de nuevo ". [5] JoBlo.com calificó la película con un 4 sobre 10 y dijo: "Simplemente no me pareció una película completa. Es más un collage de escenas repetitivas y sin tensión (una persecución, una aparición, una persecución, una aparición ... .y así sucesivamente) junto con una loca iluminación parpadeando y música fuerte retumbando de fondo ". [6